# 全国高校eスポーツ選手権
全国高校eスポーツ選手権（ぜんこくこうこうeスポーツせんしゅけん 英語: All Japan High School esports Championship）とは、高校生が競うeスポーツの大会。全国高等学校eスポーツ連盟と毎日新聞社が主催していた。

## 概要
日本国内に在住し、高等学校および高校3年生と同等学年までの高等専門学校、高等専修学校、専門学校高等課程、インターナショナル・スクールに在籍する満16歳から満19歳までの人物が出場できる。
複数人で競う種目については同一校内でチームを組織しなければならないが、一人の選手が複数種目に出場することはできる。また、1校から複数のチームが出場できる。
2018年の第1回大会以来、競技タイトルはLeage of Legendsとロケットリーグの2種目で実施され、スペシャルサポーターにケイン・コスギが就任している。
2021年の第4回大会からは、最大100人が島に降り立ち、生き残りを目指すシューティングゲーム、フォートナイトが新たに設けられ2人1組で競う「デュオ」が採用された。
2022年の第5回大会をもって当初の目的は一定程度達成されたとして発展的解消を決めた。

## 歴史

### 第1回大会
2018年に開催。決勝戦は2019年3月23日、翌24日。参加対象は高等学校(全日制、定時制、通信制)と高等専門学校に限られていた。
ロケットリーグの決勝トーナメントには横浜清風高等学校「charlotte」、阿南工業高等専門学校「kamase dogs」、佐賀県立鹿島高等学校「OLPiXと愉快な仲間たち」、大分県立鶴崎工業高等学校「雷切」が進出し、鹿島高等学校が優勝した。
Leage of Legendsの決勝トーナメントには横浜市立南高等学校「The Grateful Feed」、N高等学校(大阪)「KDF N1」、岡山県共生高等学校「eスポーツ部」、東京学芸大学附属国際中等教育学校「ISS GAMING（ISG）」が進出し、学芸大附国際が優勝した。

### 第2回大会
2019年に開催。参加資格が高等学校(多部制、単位制を追加)、高等専修学校、専門学校高等課程、インターナショナル・スクールまで緩和された。
大会テーマソングをBURNOUT SYNDROMESが担当した。
ロケットリーグの決勝トーナメントには応援サポーターに22/7の海乃るり、倉岡水巴が就任。佐賀県立鹿島高等学校「OLPiXと愉快な仲間たち」、N高等学校「Cat A Pult」、大分県立鶴崎工業高等学校「雷切」、釧路工業高等専門学校「VTuberすこすこ隊ver2」が決勝へ進出し、鶴崎工業高等学校が優勝、第1回覇者を凌いだ。
Leage of Legendsの決勝トーナメントには22/7の白沢かなえ、帆風千春が就任。クラーク記念国際高等学校秋葉原ITキャンパス「Yuki飯食べ隊」、愛知県立豊田工業高等学校「豊工LOL組」、N高等学校ネット学習コース(沖縄)「KDE N1」、横浜市立南高等学校「The Grateful Feed」が出場、N高等学校が優勝した。

### 第3回大会
2020年に開催。
ロケットリーグの決勝トーナメントにはN高等学校「NRLG cats」、大阪府立大学工業高等専門学校「hogehoge」、釧路工業高等専門学校「mirege virtual Calimba」、東海大学付属札幌高等学校「FSC」が進出し、N高等学校が優勝した。
Leage of Legendsの決勝トーナメントには大会初の同校から2チームが進出。N高等学校(沖縄)の「KDG N1」と「Team No Plan」、アートカレッジ神戸「アートカレッジ神戸A」、ルネサンス高等学校「野菜鶏レモン味」が進出し、「KDG N1」が優勝、2連覇となった。

### 第4回大会
2021年に開催。先述の通りフォートナイトが新設された。
ロケットリーグの決勝トーナメントにはN高等学校の「Nポテ」、福井工業大学付属福井高等学校の「サルの音楽隊」、岐阜県立可児工業高等学校の「KTRL」、阿南工業高等専門学校の「Kamase Dogs」が進出しN高等学校が2連覇した。MVPは同校のBurmだった。
Leage of Legendsの決勝トーナメントはクラーク記念国際高等学校 CLACK NEXT Akihabara「Yuki飯食べ隊」、専門学校アートカレッジ神戸 高等課程「ACKA」、N高等学校「N1」ルネサンス大阪高等学校「ロイヤル決して諦めない」が進出。クラーク記念国際高等学校が優勝した。MVPは同校のshiroshi15だった。
フォートナイトは大阪府立吹田高等学校の「あいうえお」が優勝しMVPも同時受賞。2位はルネサンス大阪高等学校の「ミニデカポ中毒者」、3位はルネサンス高等学校横浜キャンパスの「200ポンプダメージ」だった。

### 第5回大会
2022年に開催。
ロケットリーグの決勝トーナメントにはN高等学校「ねこなま」と「ねこどう」、飛龍高等学校「HEST:01」、福井工業大学付属福井高等学校「サルの音楽隊」が進出しN高等学校「ねこなま」が優勝した。MVPは「ねこなま」のfurlashhだった。
Leage of Legendsの決勝トーナメントにはN高等学校「N1」、ルネサンス高等学校新宿代々木キャンパス「強化5Q」、専門学校アートカレッジ神戸高等課程「ACK-A」、クラーク記念国際高等学校 CLACK NEXT Akihabara「Yuki飯食べ隊」が進出しN高等学校が優勝した。MVPは同校のrereだった。
フォートナイトはルネサンス大阪 梅田eキャンパス「東海道中膝栗毛fn」が優勝した。2位はN高等学校「さじポリ」、3位はヒューマンキャンパス（東京）「人」だった。MVPはN高等学校のZAZI- wだった。